# 三沢警察署
三沢警察署（みさわけいさつしょ）は、青森県警察が管轄する警察署の一つである。

## 管轄区域
- 三沢市
- 上北郡おいらせ町

## 所在地
- 青森県三沢市平畑1丁目1番38号

## 沿革
- 1879年 - 野辺地警察署古間木巡査駐在所として発足
- 1942年 - 古間木巡査部長派出所に昇格
- 1944年 - 警部補派出所に昇格
- 1948年 - 旧警察法の施行により、大三沢町は三本木地区警察署の管轄となり、百石町には自治体警察百石警察署が設置
- 1951年 - 警察制度再編成により「大三沢地区警察署」が発足
- 1954年 - 現行警察法施行により「大三沢警察署」として発足
- 1958年 - 大三沢町の市制施行に伴い「三沢警察署」と改称
- 2007年12月25日 - 百石、下田、二川目の3駐在所を統合し、おいらせ交番を新設。

## 組織
- 警務課
  - 警務係
  - 広聴・相談係
  - 犯罪被害者支援係
  - 留置管理係
  - 渉外係
- 会計課
  - 会計係
- 生活安全課
  - 生活安全係
- 地域課
  - 地域係
  - 自動車警ら係
- 刑事課
  - 刑事第一係
  - 刑事第二係
  - 鑑識係
- 交通課
  - 指導取締係
  - 事故捜査係
  - 規制係
- 警備課
  - 警備係

## 交番・駐在所
括弧内は所在地を表す。

### 三沢市
- 中央交番（三沢市中央4-16）
- 三沢警察官駐在所（三沢市大字三沢字山ノ神19）
- 三沢空港警備派出所（三沢市大字三沢字下夕沢83-198、三沢空港内）

### おいらせ町
- おいらせ交番（上北郡おいらせ町木崎20-6）